# George Ovey
George Overton Odell, dit George Ovey, est un acteur américain né le 13 décembre 1870 à Trenton (Missouri) et mort le 23 septembre 1951 à Hollywood (Californie).

## Biographie
George Overton Odell est né le 13 décembre 1870 à Trenton dans le Missouri. Il est apparu dans 207 films entre 1915 et 1951, mais est surtout connu pour le aoir joué le personnage de Jerry dans une série importante de courts-métrages comiques, les Cub Comedies, produite dans le milieu des années 1910 par Mutual Film.
Il est décédé le 23 septembre 1951 à Hollywood en Californie à l'âge de 80 ans.

## Filmographie
- 1915 : A Change of Luck
- 1915 : A Harmless Flirtation
- 1915 : A Shotgun Romance
- 1915 : A Deal in Indians
- 1915 : Doctor Jerry
- 1915 : Father Forgot de Milton Fahrney
- 1915 : Hearts and Clubs
- 1915 : He's in Again de Milton Fahrney
- 1915 : Jerry and the Gunman
- 1915 : Jerry to the Rescue
- 1915 : Jerry's Busy Day de Milton Fahrney
- 1915 : Jerry's Revenge de Milton Fahrney
- 1915 : Life'S Mysteries de Milton Fahrney
- 1915 : Making Matters Worse
- 1915 : A Mix-Up in Males de Milton Fahrney
- 1915 : A Night's Lodging de Milton Fahrney
- 1915 : On the Job de Milton Fahrney
- 1915 : Taking a Chance de Milton Fahrney
- 1915 : The Double Cross de Milton Fahrney
- 1915 : The Fighting Four
- 1915 : The Fighting Kid
- 1915 : The Hold-Up
- 1915 : The Knockout
- 1915 : The Little Detective de Milton Fahrney
- 1915 : The Little Hero de Milton Fahrney
- 1915 : The Oriental Spasm de Milton Fahrney
- 1915 : The Stolen Case de Milton Fahrney
- 1915 : The Treasure Box
- 1915 : Waking up Father
- 1915 : Who's Who?
- 1916 : A Merry Mix-Up de Milton Fahrney
- 1916 : A Wise Dummy de Milton Fahrney
- 1916 : Around the World de Milton Fahrney
- 1916 : Going Up de Milton Fahrney
- 1916 : Jerry and the Bandits de Milton Fahrney
- 1916 : Jerry and the Blackhanders de Milton Fahrney
- 1916 : Jerry and the Counterfeiters de Milton Fahrney
- 1916 : Jerry and the Moonshiners de Milton Fahrney
- 1916 : Jerry and the Smugglers de Milton Fahrney
- 1916 : Jerry in Mexico
- 1916 : Jerry in the Movies de Milton Fahrney
- 1916 : Jerry's Big Doings de Milton Fahrney
- 1916 : Jerry's Big Game de Milton Fahrney
- 1916 : Jerry's Big Haul de Milton Fahrney
- 1916 : Jerry's Big Lark de Milton Fahrney
- 1916 : Jerry's Celebration de Milton Fahrney
- 1916 : Jerry's Double Header de Milton Fahrney
- 1916 : Jerry's Elopement de Milton Fahrney
- 1916 : Jerry's Millions de Milton Fahrney
- 1916 : Jerry's Perfect Day de Milton Fahrney
- 1916 : Jerry's Stratagem de Milton Fahrney
- 1916 : Jerry's Winning Way de Milton Fahrney
- 1916 : Making Things Hum de Milton Fahrney
- 1916 : Movie Struck de Milton Fahrney
- 1916 : On the Rampage
- 1916 : Preparedness de Milton Fahrney
- 1916 : The Conquering Hero de Milton Fahrney
- 1916 : The Desperate Chance de Milton Fahrney
- 1916 : The Girl of his Dreams de Milton Fahrney
- 1916 : The Hero of E.Z. Ranch de Milton Fahrney
- 1916 : The Masque Ball de Milton Fahrney
- 1916 : The Rookie
- 1916 : Too Proud to Fight
- 1916 : The Traitor de Milton Fahrney
- 1916 : When Jerry Came to Town
- 1917 : Be Sure You're Right de Milton Fahrney
- 1917 : Beach Nuts de Milton Fahrney
- 1917 : Jerry and his Pal de Milton Fahrney
- 1917 : Jerry and the Bully de Milton Fahrney
- 1917 : Jerry and the Burglars de Milton Fahrney
- 1917 : Jerry and the Outlaws de Milton Fahrney
- 1917 : Jerry and the Vampire de Charles Bartlett
- 1917 : Jerry at the Waldorf de Milton Fahrney
- 1917 : Jerry in Yodel Land de Milton Fahrney
- 1917 : Jerry Joins the Army de Milton Fahrney
- 1917 : Jerry on the Farm
- 1917 : Jerry on the Railroad
- 1917 : Jerry Takes Gas de Charles Bartlett
- 1917 : Jerry Tries Again
- 1917 : Jerry's Best Friend de Charles Bartlett
- 1917 : Jerry's Big Deal de Milton Fahrney
- 1917 : Jerry's Big Mystery de Milton Fahrney
- 1917 : Jerry's Big Raid de Milton Fahrney
- 1917 : Jerry's Big Stunt de Milton Fahrney
- 1917 : Jerry's Boarding House de Milton Fahrney
- 1917 : Jerry's Brilliant Scheme de Milton Fahrney
- 1917 : Jerry's Double Cross de Charles Bartlett
- 1917 : Jerry's Eugenic Marriage
- 1917 : Jerry's Finishing Touch
- 1917 : Jerry's Gentle Nursing de Milton Fahrney
- 1917 : Jerry's Getaway
- 1917 : Jerry's Hopeless Tangle de Milton Fahrney
- 1917 : Jerry's Jam
- 1917 : Jerry's Lucky Day de Milton Fahrney
- 1917 : Jerry's Master Stroke de Milton Fahrney
- 1917 : Jerry's Picnic de Milton Fahrney
- 1917 : Jerry's Red Hot Trail de Milton Fahrney
- 1917 : Jerry's Romance
- 1917 : Jerry's Running Fight de Milton Fahrney
- 1917 : Jerry's Soft Snap de Milton Fahrney
- 1917 : Jerry's Star Bout de Milton Fahrney
- 1917 : Jerry's Trial
- 1917 : Jerry's Triple Alliance
- 1917 : Jerry's Victory de Charles Bartlett
- 1917 : Jerry's Whirlwind Finish de Milton Fahrney
- 1917 : Minding the Baby
- 1917 : Officer Jerry de Milton Fahrney
- 1917 : Red, White and Blew de Milton Fahrney
- 1917 : Somewhere in the Mountains de Milton Fahrney
- 1917 : The Flying Target de Milton Fahrney
- 1917 : The Gypsy Prince de Milton Fahrney
- 1917 : The Lady Detective
- 1917 : The Ransom de Milton Fahrney
- 1917 : There and Back
- 1919 : Are Flirts Foolish? de Craig Hutchinson
- 1919 : Bride and Gloomy de Al Christie
- 1919 : Calling His Bluff
- 1919 : Dark and Cloudy de Craig Hutchinson
- 1919 : Dropped into Scandal de Craig Hutchinson
- 1920 : Are Floorwalkers Fickle? de Craig Hutchinson
- 1920 : Bounced de Craig Hutchinson
- 1920 : Cursed by His Cleverness de Craig Hutchinson
- 1920 : Fireman, Save My Gal!
- 1920 : Good Morning Nurse de James Clemens
- 1920 : Hip Hip Hypnotism
- 1920 : Ladies Must Dance de James Clemens
- 1920 : Ruined by Love de James Clemens
- 1920 : Should Waiters Marry? de Thomas Buckingham
- 1920 : Silk Stockings
- 1920 : The Fatal Wallop
- 1920 : Why Cooks Go Cuckoo
- 1920 : Wild Lions and Ferocious Cheese de William Watson
- 1924 : So This Is Paris de Erle C. Kenton
- 1924 : All's Swell on the Ocean d'Erle C. Kenton
- 1924 : Bring Him In d'Erle C. Kenton
- 1924 : Fight and Win d'Erle C. Kenton
- 1926 : Strings of Steel de Henry MacRae
- 1926 : The Arizona Sweepstakes de Cliff Smith
- 1926 : The Sporting Lover de Alan Hale
- 1926 : Transcontinental Limited de Nat Ross
- 1927 : Better Days de Frank S. Mattison
- 1927 : Desert Dust de William Wyler
- 1927 : My Friend From India de E. Mason Hopper
- 1927 : Pals in Peril de Richard Thorpe
- 1927 : The Yankee Clipper de Rupert Julian
- 1929 : The Pirate of Panama de Ray Taylor
- 1930 : Hit the Deck de Luther Reed
- 1930 : Night Ride de John S. Robertson
- 1931 : Gold Dust Gertie de Lloyd Bacon
- 1934 : Back to the Soil de Jules White
- 1934 : La Fine Équipe (6 Day Bike Rider) de Lloyd Bacon
- 1938 : Jump, Chump, Jump de Del Lord